# Iohannes Biclarensis
Iohannes Biclarensis (Lusitania, Scallabis, 540 körül – 621 után) latin nyelven író kora középkori gót származású hispániai katolikus (ortodox) püspök, történetíró. Krónika című műve a legrészletesebb forrás abból az időből, amikor a vizigótok áttértek az arianizmusról az ortodox katolikus hitre. Életéről keveset tudunk, egyik fontos forrásunk személyével kapcsolatban Sevillai Izidor életrajzi katalógusa (De viris illustribis).

## Élete
A lusitániai Scallabisban született gót származásúként. Tizenhét évig (kb. 559-576) élt Konstantinápolyban, ahol görög és latin tanulmányokat folytatott. Ezután visszatért az ariánus vizigót Hispániába, ahol a katolikus klérus tagjaként üldözték, tíz évet töltött (kb. 576-586) száműzetésben Barcelonában.
Leovigild nyugati gót király halála után fia, Rekkared ült a trónra és a vizigótok áttértek a katolikus hitre. Iohannes Gerona püspöke lett valamikor 589 és 592 között.
Krónikája kb. 567 és 590 között tárgyalja a vizigótok és Bizánc történetét, a vizigótokat tekintve sokkal részletesebben, mint Sevillai Izidor.